# Szin
Szin község Borsod-Abaúj-Zemplén vármegyében, az Edelényi járásban.

## Fekvése
A Jósva patak mentén fekszik, az Aggteleki-karszt délkeleti részén, Aggtelektől 15, Edelénytől 29 kilométerre. Bár alig néhány kilométernyire fekszik a magyar-szlovák országhatártól, közigazgatási területének nincs határszakasza, mert az államhatár magyar oldala az Aggteleki-karsztnak ezen a vidékén részben Aggtelekhez, részben Szögligethez tartozik.

### Külterületei
A falu három lakott külterülete: Alsómalom, Felsőmalom, Szelcepuszta.

#### Alsómalom
Itt áll az 1990-es évek elején vendégfogadóvá átépített, egykori Deák-féle vízimalom. Ezt az Aggteleki Nemzeti Park fogadó kapujává kívánják kiépíteni.

#### Szelcepuszta
A falutól mintegy 3 km-rel északra, a Szelce-völgy fölső végében. A mai puszta helyén helyén az Árpád-korban valószínűleg vasműves település állt. Erre utalnak a környező hegyoldalak, völgyek nevei:
- Verő-oldal,
- Verő-tető,
- Patkós-völgy,
- Patkós-oldal;

valamint a Szelce-völgyben szántás közben felbukkanó kohósalak-maradványok.
Az 1930-as években itt építették fel Horthy Miklós vadászkastélyát. Ez jelenleg turistaház; most is főleg vadászokat fogad.

### Megközelítése
Főutcája az egész Borsodi-dombságon és az Aggteleki-karszton végighúzódó 2603-as út, amely a község közigazgatási területén torkollik bele, majdnem 46 kilométer megtétele után a 27-es főútba, annak 39. kilométerénél. Közvetlenül e csomópontot megelőzően, utolsó méterein ágazik ki a 2603-asból észak felé a 26 115-ös út, amely csak a zsáktelepülésnek számító Szögligetre vezet.
Keleti határszélét érintve húzódik a Miskolc–Tornanádaska-vasútvonal is, melynek a település közigazgatási területén ugyan nincs megállási pontja, de a központjától alig három kilométernyire) található a Jósvafő-Aggtelek vasútállomás. [Ez utóbbi érdekessége, hogy mindkét névadó településétől több mint 10 kilométernyi távolságra fekszik.]

## Nevének eredete
Az egyfajta gazdasági épületet jelentő, régi magyar szín vagy szén főnévből keletkezett. Középkori okiratokon Szín vagy Szén néven szerepelt.

## A falu címere
Álló négyszög alakú pajzs. Kék mezőben két leveles szőlőindáról egy ezüst szőlőfürt csüng lebegve.

## Története
A 12. században a tornai királyi erdőuralomhoz tartozott. A 13. század végén Tekus ispán birtokába került. Halála után leszármazottai megosztoztak javain – az ezt rögzítő, 1340-ben kelt irat az első olyan okmány, amiben a falu szerepel – Zeyn írásmóddal. Az ide települő örökösök előbb-utóbb a falura utaló Szini családnéven kezdték nevezni magukat; Tekus további utódai váltak:
- a Jósvafői család,
- a Szalonnai család és
- a Tornay család őseivé.

1399-ben már kőből épült temploma volt, amely az 1600-as évektől a református egyházhoz tartozott. A falu lakóinak legfőbb jövedelmi forrása a filoxérajárvány előtt a bortermelés volt; a járvány alatt ennek ősi hagyománya feledésbe merült.
1950 és 1966 között önálló tanácsú község, majd 1966 és 1990 között Szinpetrivel közös tanácsa lett. 1990-től újra önálló község; a 2000-es években körjegyzőség székhelye.

## Közélete

### Polgármesterei
- 1990–1994: Kiss Ferenc (MDF)[6]
- 1994–1998: Ifj. Ötvös Bálint (független)[7]
- 1998–2002: Ötvös Bálint (független)[8]
- 2002–2004: Ötvös Bálint (független)[9]
- 2004–2006: Ötvös Bálint (független)[10]
- 2006–2010: Ötvös Bálint (független)[11]
- 2010–2014: Ötvös Bálint (független)[12]
- 2014–2019: Ötvös Bálint (független)[13]
- 2019–2024: Ötvös Bálint (független)[14]
- 2024– : Ötvös Bálint (független)[1]

A településen 2004. április 18-án azért kellett időközi polgármester-választást tartani, mert az előző faluvezetőnek – még tisztázást igénylő okból – megszűnt a polgármesteri tisztsége. A választáson ennek ellenére ő is elindult, és 80 %-ot is meghaladó eredménnyel (két jelölt közül) meg is nyerte azt.

## Népesség
A település népességének változása:
| Lakosok száma | 785  | 813  | 823  | 834  | 811  | 824  | 789  |
|               | 2013 | 2014 | 2015 | 2021 | 2022 | 2023 | 2024 |

2001-ben a település lakosságának 57%-a magyar, 43%-a cigány nemzetiségűnek vallotta magát.
A 2011-es népszámlálás során a lakosok 96,2%-a magyarnak, 38,5% cigánynak, 0,3% románnak mondta magát (3,6% nem nyilatkozott; a kettős identitások miatt a végösszeg nagyobb lehet 100%-nál). A vallási megoszlás a következő volt: római katolikus 41,5%, református 24,8%, görögkatolikus 0,5%, felekezeten kívüli 24,7% (5,1% nem válaszolt).
2022-ben a lakosság 93,1%-a vallotta magát magyarnak, 26,4% cigánynak, 0,7% németnek, 0,2% románnak, 0,1% lengyelnek, 0,7% egyéb, nem hazai nemzetiségűnek (6,9% nem nyilatkozott; a kettős identitások miatt a végösszeg nagyobb lehet 100%-nál). Vallásuk szerint 32,2% volt római katolikus, 17,9% református, 0,7% görög katolikus, 1,2% egyéb keresztény, 0,2% evangélikus, 31,4% felekezeten kívüli (15,9% nem válaszolt).

## Intézményei
- Református templom. A jelenlegi templom 1804-ben épült, késő barokk stílusban. Orgonáját Ringer Ottó építette 1932-ben.
- Kisboldogasszony római katolikus templom
- 56 férőhelyes óvoda
- A 8 tantermes általános iskolában 11 pedagógus oktat
- 7 kiskereskedelmi üzlet
- 3 vendéglátó hely
- Fiókgyógyszertár
- Orvosi rendelő

## Nevezetességei
- A római katolikus klasszicista stílusú kápolna 1800 körül épült a falu Szinpetri felőli végén.
- Horthy Miklós vadászkastélya Szelcepusztán.
- Második világháborús emléktábla.
- Sajnos, a 20. század második felében a falu szinte valamennyi, perkupai stílusú lakóházát átépítették. Az Országos Műemléki Felügyelőség 1987-ben közülük kettőt nyilvánított műemlék jellegűvé:
  - Szabadság utca 9.
  - Szabadság utca 11.
- Ugyancsak műemlék jellegű a 18. században barokk stílusban épült, egykori Gedeon-kúria.
- A falu 3 vízimalmából egy maradt meg, a Deák-féle.

## Híres sziniek
Itt született Izsó László (1891–1986) parasztköltő.

## Nevezetes események
1965-ben itt forgatták Az orvos halála című filmet (rendezte: Mamcserov Frigyes, a főszerepben Páger Antal).